# أسكينايت (نيوديميوم)
الأسكينايت - نيوديميوم (Nd,Ce,Ca,Th)(Ti,Nb)2(O,OH)6 (بالإنجليزية: Aeschynite-Nd )‏ عبارة عن معدن من النيوديميوم، السيريوم، الكالسيوم، الثوريوم، التيتانيوم، النيوبيوم، الأكسجين، والهيدروجين. جاء اسمه من الكلمة اليونانية (العار أو الخجل) . تصنيفه على مقياس موس يتراوح من 5-6 .

## وصلات خارجية
- Mindat.org
- Webmineral.org